# Czarci Schron
Czarci Schron – jaskinia w Dolinie Będkowskiej na Wyżynie Olkuskiej wchodzącej w skład Wyżyny Krakowsko-Częstochowskiej. Znajduje się we wsi Będkowice, w województwie małopolskim, w powiecie krakowskim, w gminie Wielka Wieś.

## Opis obiektu
Obiekt znajduje się w grupie skał o nazwie Czarci Korytarz położonej tuż powyżej wąskiej asfaltowej drogi z Będkowic przez dno Doliny Będkowskiej do Łazów. Powstał na skośnym pęknięciu skały. Ma dwa otwory w skale Despekt (jest to najniżej położona z trzech skał Czarciego Korytarza). Otwór południowo-zachodni znajduje się na wysokości kilku metrów nad skalnym progiem. Od otworu tego opada w dół coraz wyższy korytarz z otworem wschodnim (dokładniej ENE) o wysokości 3,5 m. Na spągu znajdują się duże, zaklinowane bloki skalne, drobny gruz wapienny i liście. Na ścianach nacieki grzybkowe. Schron jest suchy i widny, na jego ścianach rozwijają się glony.  
Jaskinię po raz pierwszy opisał Jakub Nowak we wrześniu 2011 r. On też sporządził jej plan.

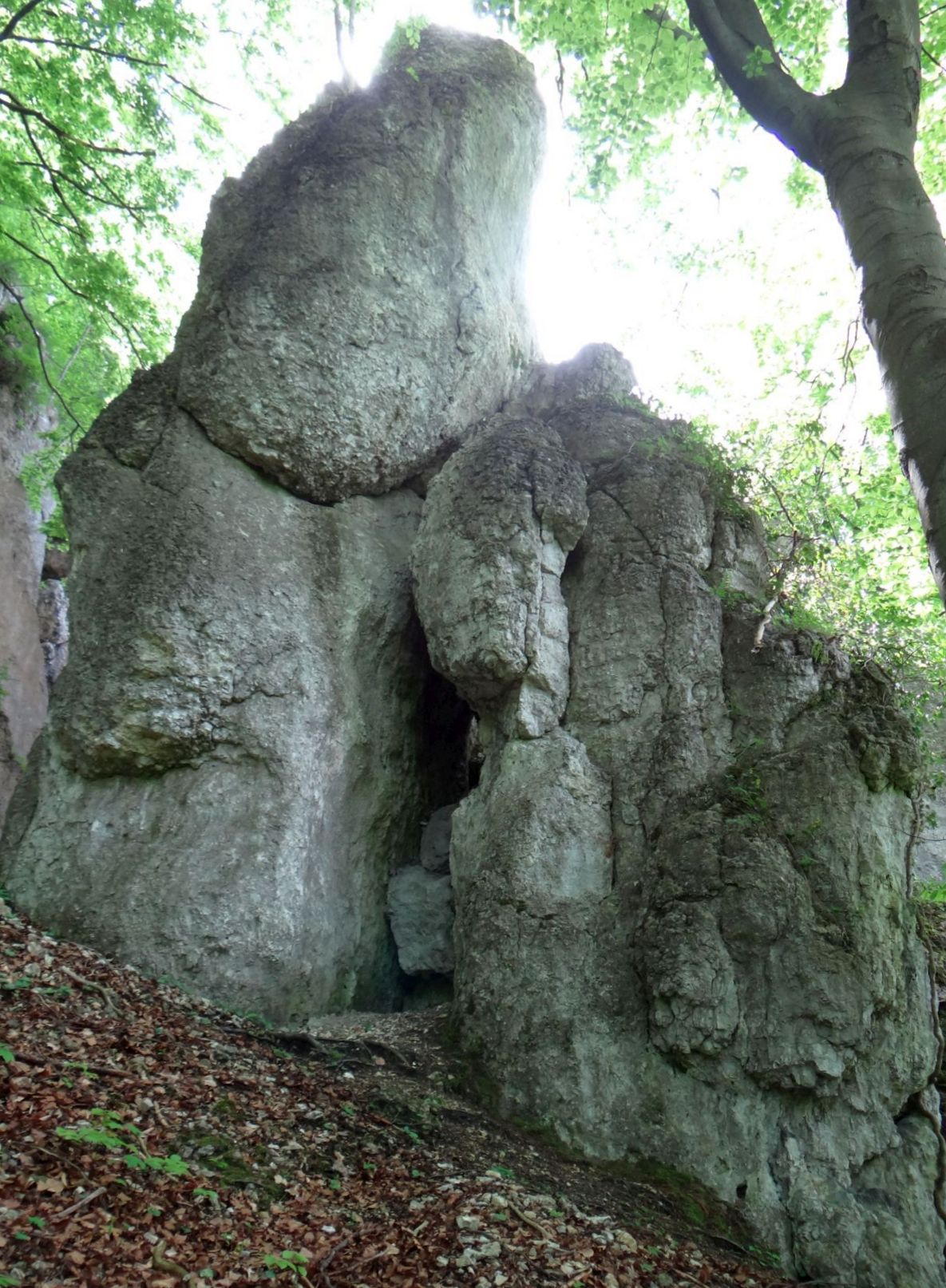
Skała Despekt z otworem wschodnim
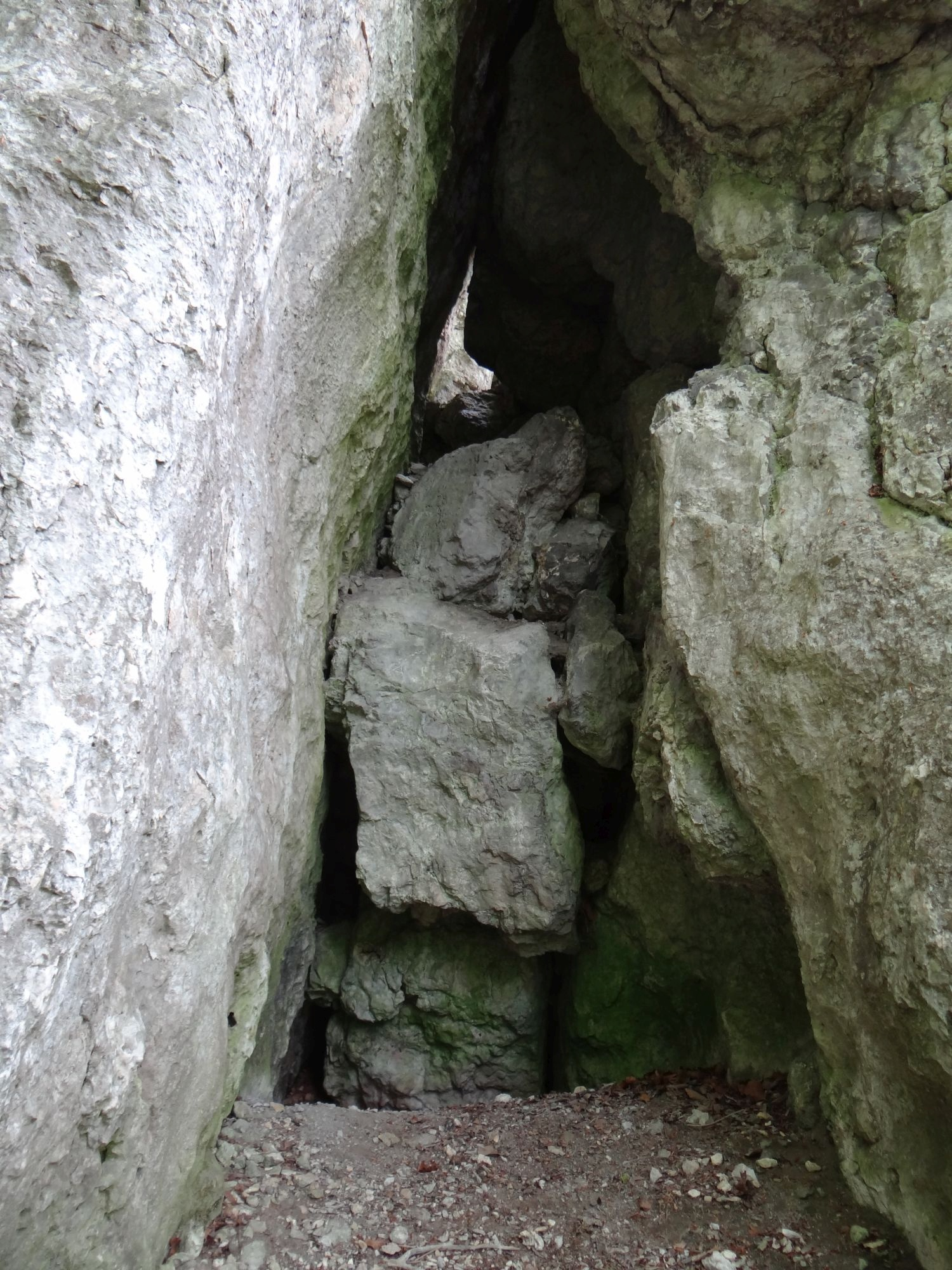
Otwór wschodni
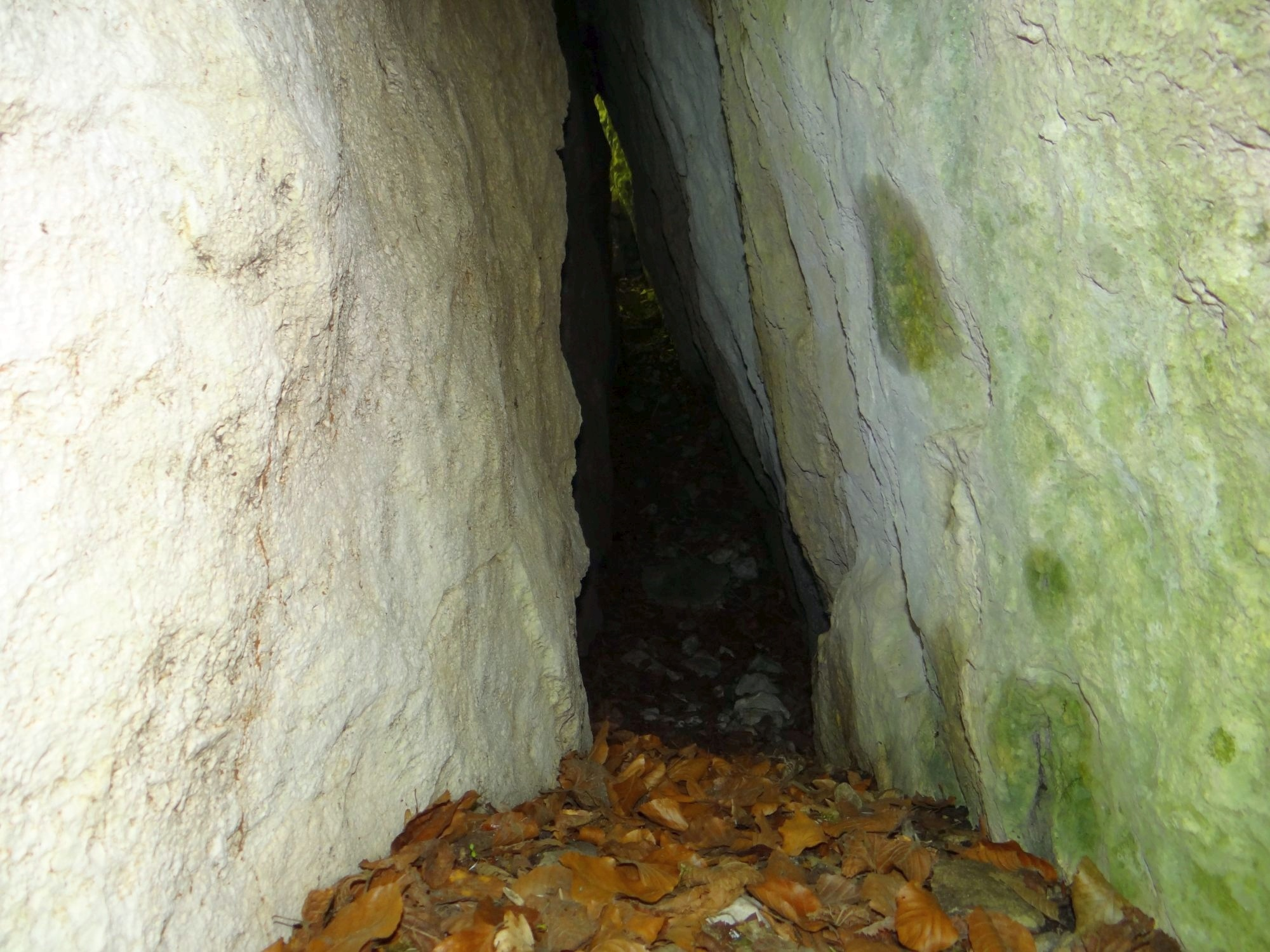
Korytarz
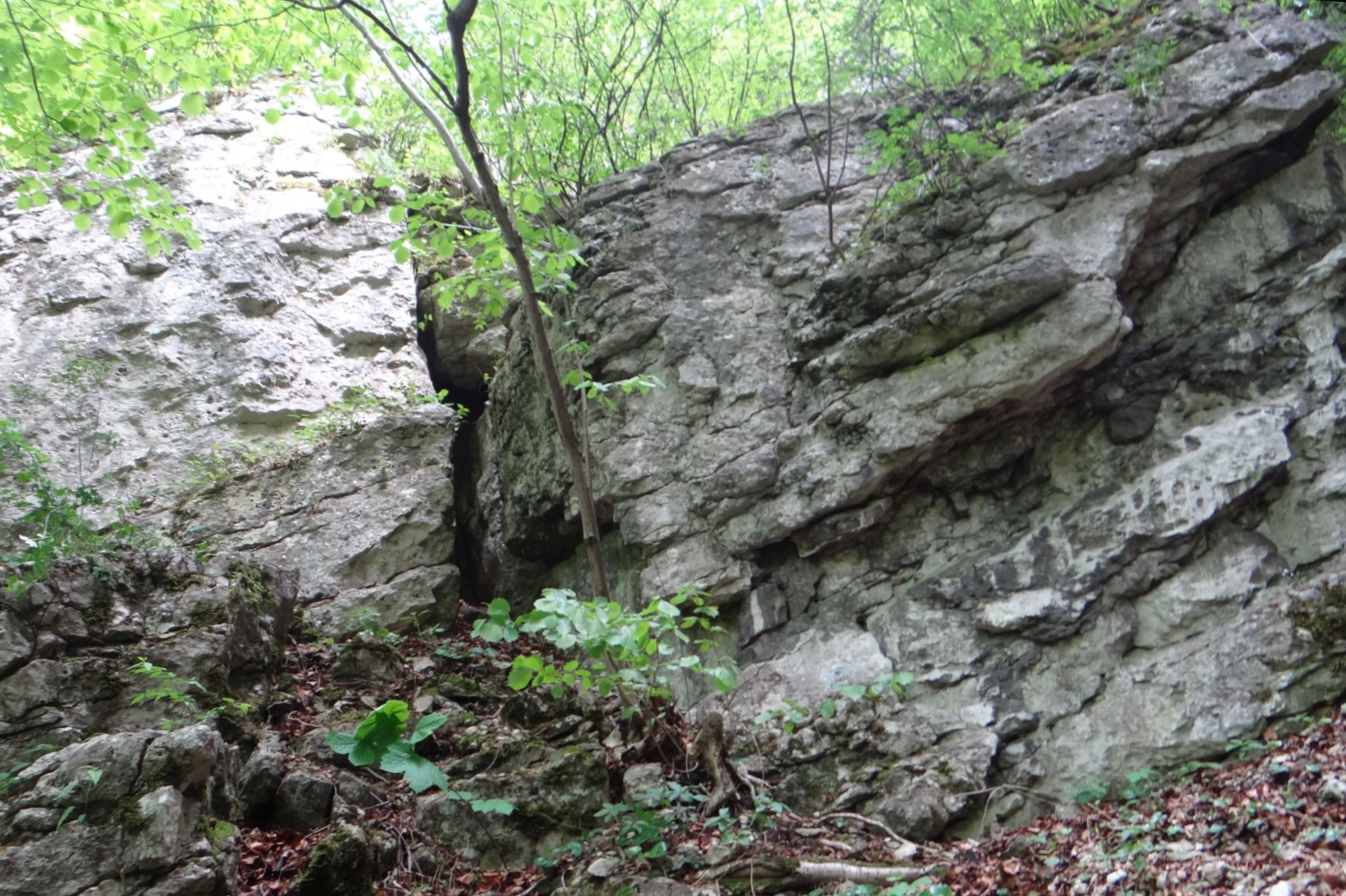
Otwór północno-zachodni
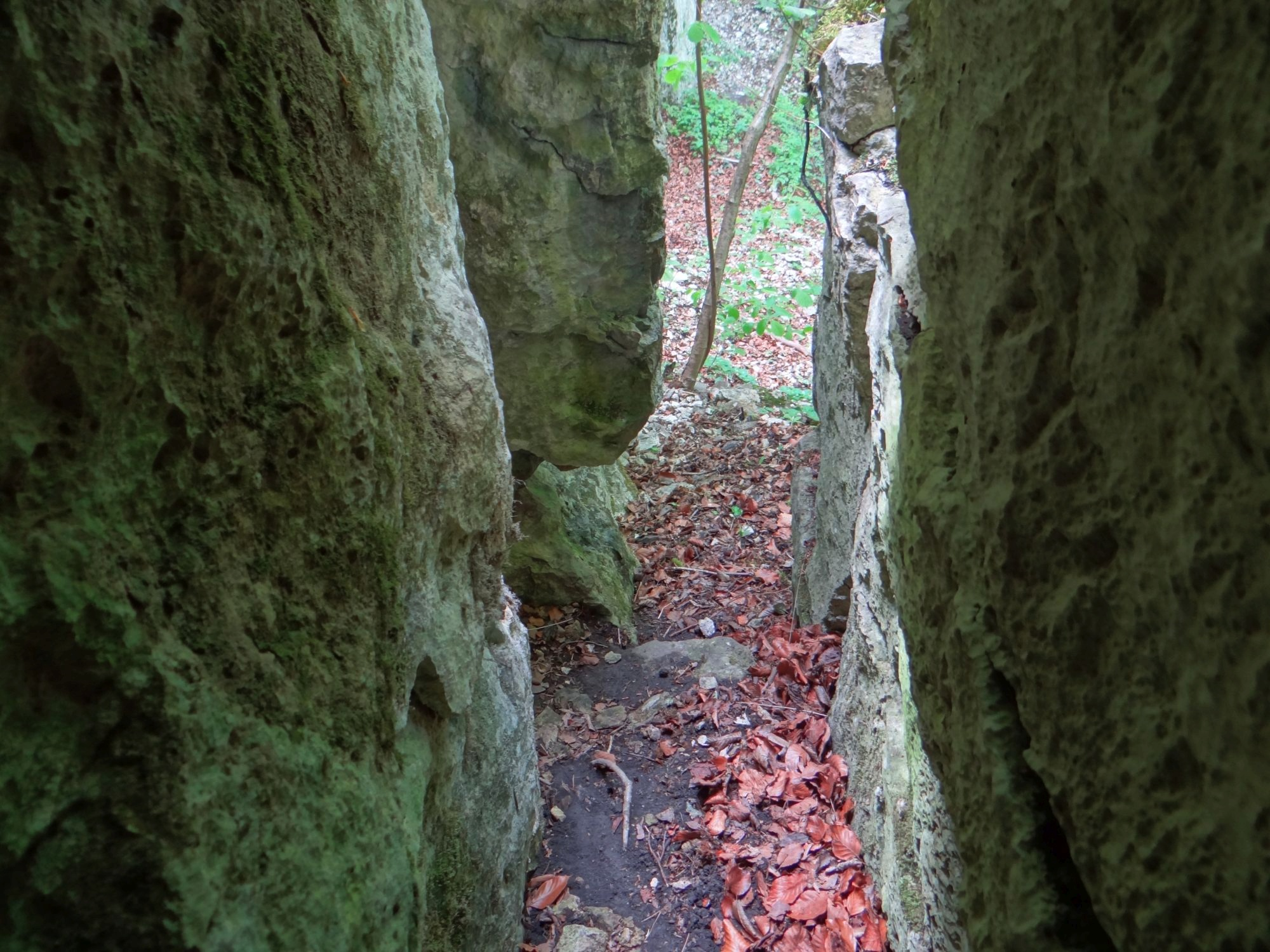
Widok z otworu północno-zachodniego